# 1741
1741 (MDCCXLI) fue un año común comenzado en domingo según el calendario gregoriano.

## Acontecimientos
- Publicación de la 1.ª edición de la Ortografía de la lengua española (ver RAE).
- 3 de enero: se funda la ciudad de Tarata en la Real Audiencia de Charcas (hoy Bolivia), Virreinato del Perú.
- 20 de mayo: Retirada de la flota del almirante inglés Edward Vernon, tras la desastrosa derrota en el sitio de Cartagena de Indias, que supuso el final de la Guerra del Asiento, confirmando la supremacía naval española.
- 29 de agosto: en Japón, se registra una violenta erupción en la isla Oshima, que provoca un gran tsunami con olas de hasta 90 metros de altura que arrasa muchos pueblos y ciudades costeras a lo largo de las costas del Mar de Japón, matando a más de 2.000 personas.
- 25 de noviembre: Isabel I de Rusia, emperatriz de Rusia, llamada La Clemente sube al trono, tras encerrar en una prisión al zar niño Iván VI.

## Nacimientos
- 18 de febrero: José Antonio Galán,  prócer neogranadino del siglo XVIII. (f. 1782).
- 4 de marzo: Casimiro Gómez Ortega, botánico y farmacéutico español. (f. 1818).
- 13 de marzo: José II de Habsburgo-Lorena, rey de Hungría.
- 17 de marzo: William Withering; médico y botánico británico (f. 1799).
- 23 de mayo: Andrea Luchesi, compositor italiano (f. 1801).
- 23 de agosto: Jean-François de La Pérouse, marino y explorador francés (f. 1788).
- 8 de octubre: José Cadalso; escritor español (f. 1782).
- 18 de octubre: Pierre Choderlos de Laclos, escritor y militar francés (f. 1803).
- 15 de noviembre: Johann Caspar Lavater; poeta, filósofo y teólogo suizo (f. 1801).

## Fallecimientos
- 15 de enero: Ramón Despuig y Martínez de Marcilla, Gran maestre de la Orden de Malta.
- 1 de marzo: Johann Ludwig Bach, organista y compositor alemán (n. 1677).
- 26 de mayo: Narciso Bonamich, médico español.
- 28 de julio: Antonio Lucio Vivaldi, compositor italiano (n. 1678).
- 7 de septiembre: Blas de Lezo, almirante español (n. 1689).
- 19 de diciembre: Vitus Bering, explorador danés (n. 1681).